# عريس بنت الوزير (فلم)
عريس بنت الوزير هو فيلم كوميدي مصري من إخراج نيازي مصطفى وبطولة فؤاد المهندس، شويكار، جلال عيسى، زوزو شكيب ومحمد خيري. صدر الفيلم في 26 فبراير 1970.

## نبذه
أميرة مضيفة طيران وابنة وزير خارجية، تتزوج من زميلها الطيار حسن رمزي، يختفى زوجها الطيار حسن في ظروف غامضة في ليلة الزفاف، تحزن أميرة فترة، إلى أن يتم الضغط عليها حتى تتم خطبتها إلى كمال، وهو طيار أيضًا، ويتم الاتفاق على الزواج بالقاهرة، وفي شهر العسل يعرف والد العروس بعودة الزوج السابق حسن.

## طاقم العمل
- فؤاد المهندس بدور عمر قمر الدين
- شويكار بدور أميرة عدنان زعفران
- جلال عيسى بدور حسن عماد الدين
- زوزو شكيب بدور أم أمير ماتتيا
- محمد خيري بدور كمال دسوقي
- سهير سامي بدور كاميليا - زوجة سفير الشيشان
- سلامة إلياس بدور كاظم - سفير الشيشان بالقاهرة
- حسين زايد بدور أمير إمارة ماتتيا
- إبراهيم سعفان بدور وزير إمارة ماتتيا

## وصلات خارجية
- مقالات تستعمل روابط فنية بلا صلة مع ويكي بيانات